# Барнеа, Давид
Давид (Деди) Барнеа (ивр. דוד ברנע‎; род. 29 марта 1965, Ашкелон) — тринадцатый директор службы внешней разведки «Моссад».

## Биография
Деди Барнеа учился в Военной школе для командования в Тель-Авиве, а в 1983 году проходил военную службу бойцом разведывательного спецподразделения Генерального штаба.
Имеет степень магистра делового администрирования на факультете финансов Нью-Йоркского университета.
Женат, отец четверых детей.
После получения высшего образования он работал менеджером в инвестиционном банке в Израиле.

## Карьера в Моссаде
В 1996 году поступил в Моссад, прошёл курс инкассаторов и служил в подразделении «Цомет». Командовал оперативными подразделениями в Израиле и за рубежом. Два с половиной года он занимал должность заместителя начальника отдела «Кешет». В 2013 году он был назначен начальником подразделения «Цомет». В 2019 году он был назначен заместителем главы «Моссада».
В конце 2020 года премьер-министр объявил о своем намерении назначить Барнеа главой «Моссада», и Консультативный комитет по назначениям на руководящие должности во главе с бывшим судьей Элиэзером Голдбергом одобрил его назначение. В то же время, однако, омбудсмен Авихай Мандельблит постановил, что глава «Моссада» не может быть назначен на постоянной основе в свете правил, применимых к деятельности правительства в период выборов. Подразумевалось, что новое правительство, вероятно, не будет сформировано до истечения срока полномочий нынешнего главы Моссада 1 июня 2021 года, и вопрос будет пересмотрен. Назначение было одобрено после того, как омбудсмен пришёл к выводу, что для этого не было никаких юридических препятствий. Назначение состоялось в июне 2021 года.
«Моссад» под руководством Барнеа продолжил активные операции против Ирана. Израиль регулярно бомбит иранские объекты на территории Сирии, осуществляются успешные покушения на иранских силовиков и учёных, работающих в военной области.
Во время войны на Ближнем Востоке в 2023—2024 году «Моссад» под руководством Барнеа осуществил ряд успешных операций по уничтожению лидеров арабских террористических организаций, включая убийство Исмаила Хании и взрывы коммуникационных устройств «Хезболлы».